# Quizito de Buganda
Quizito (ca. 1872 - 3 de junho de 1886) foi o mais jovem dos mártires a serem mortos a mando do cabaca Muanga II (r. 1884–1888) do Reino de Buganda, na atual Uganda.

## Vida
Quizito nasceu cerca de 1872 em local incerto, filho de Lucomera do clã mamba e de Uangabira do clã fumbe. Pelo pacto de sangue selado pelo clãs, e a assistência dada por um mamba ao fumbe Quigue, o filho dele Nica adotou Quizito em 1874. Em 1884, devido a elevação de Nica à guardião do cordão umbilical real, Quizito foi feito pajem dos aposentos do cabaca Muanga II (r. 1884–1888). Tal como seu padrasto Niza, era afeito do cristianismo e se diz que foi catecúmeno ávido. Com o martírio de José Mucassa, não só ficou ciente do perigo ao qual estava sujeito como pediu aos missionários por seu batismo; numa ocasião, passou a noite em missão, e se recusou a sair até a data do batismo ser marcada; noutra o missionário Siméon Lourdel lhe pegou nos braços e jogou por uma janela térrea para se livrar dele.
Mais adiante, Quizito foi empregado como o menino de recados do cabaca, comumente levando gado aos açougueiros, que o abatiam à mesa real, e na manhã de 25 de maio de 1886, foi enviado para reunir canoas para Muanga caçar hipopótamos. Era objeto constante dos desejos sexuais de Muanga, que resistia a seus avanços por conselho de Carlos Luanga. Na noite de 25 de maio, às pressas, foi batizado com outros quatro catecúmenos no auditório de Munionio, mas seu nome batismal não foi registrado. No dia seguinte, no pátio do auditório, Muanga condenou-os à morte por incineração em Namugongo. Os pajens e servos reais foram amarrados juntos em dois grupos de meninos maiores e menores e esperaram uma semana por sua sentença, cantando e orando.
Em 3 de junho, 31 jovens, incluindo Quizito, foram amarrados com tiras de fibra e, em seguida, envolto em esteiras antes irem à pira. Diz-se que enquanto as chamas subiam, suas vozes podiam ser ouvidas rezando e encorajando uns aos outros. As últimas palavras de Quizito foram "Adeus amigos, estamos a caminho". Estava entre os 22 mártires de Uganda beatificados pelo papa Bento XV em 1920 e canonizados pelo papa Paulo VI em 1964.